# Out in the Street
Pistes de My Generation
I Don't Mind
Out in the Street est une chanson du groupe de rock britannique The Who, parue en 1965 sur l'album My Generation. Elle en constitue la première chanson. Cette chanson était l'une des faces B de la chanson My Generation sous le nom Out in the Street (You're Going to Know Me).

## Genèse et enregistrement
Cette chanson est l'une des premières compositions de Pete Townshend. Elle a été enregistrée les 12 et 14 avril 1965 aux studios IBC de Londres, sous le nom You're Gonna Know Me.

## Caractéristiques artistiques
Cette chanson débute par des accords joués rapidement par Pete Townshend, accompagnés par un effet de trémolo. Cette introduction rappelle celle du second single du groupe, Anyway, Anyhow, Anywhere. La chanson se poursuit en une sorte de rhythm 'n' blues survolté, porté par la batterie de Keith Moon. John Entwistle est assez discret sur ce titre. Le chant est fondé sur l'interaction entre Roger Daltrey et les chœurs. Le son de guitare est assez clair, sans trop de saturation.
Les paroles sont assez simples, loin des textes produits par Townshend plus tard dans l'œuvre des Who. Elles semblent parler d'un homme qui tente de faire connaissance avec une femme.

## Personnel
- Roger Daltrey - chant
- Pete Townshend - guitare, chant
- John Entwistle - basse, chant
- Keith Moon - batterie